# Daniele Vocaturo
Daniele Vocaturo est un joueur d'échecs italien né le 16 décembre 1989 à Rome.
Au 1er juillet 2021, il est le numéro un italien avec un classement Elo de 2 617 points.

## Biographie et carrière
Grand maître international depuis 2009, Vocaturo a représenté l'Italie lors des olympiades de 2010 à 2014.
En tournoi, Vacaturo remporta l'open de Sautron et l'open ScaccoMatto de Turin en 2008. Il finit troisième-quatrième du tournoi de Wijk aan Zee C en 2010, puis seul vainqueur du tournoi C en 2011. En 2013, il remporte le championnat d'Italie d'échecs rapides.
Lors de la Coupe du monde d'échecs 2021, Vocaturo battit le mongol Sugar Gan-Erdene au premier tour, puis perdit face au Russe Vladimir Malakhov au deuxième tour. Lors de la Coupe du monde d'échecs 2023, il est éliminé au quatrième tour de la compétition (seizième de finale) apèrs avoir battu le Russe Daniil Doubov au troisième tour.
| Année | Lieu   | Résultat       | Ultime adversaire | Adversaires battus                                      |
| ----- | ------ | -------------- | ----------------- | ------------------------------------------------------- |
| 2021  | Sotchi | deuxième tour  | Vladimir Malakhov | Sugar Gan-Erdene                                        |
| 2023  | Bakou  | quatrième tour | Saleh Salem       | Rahman Mohammad Fahad, Andreï Volokitine, Daniil Doubov |

### Compétitions par équipe
Vocaturo joue notamment avec le club Obiettivo Risarcimento Padova, avec lequel il a été champion d'Italie des clubs et champion d'Europe en 2019.